# Kondo Yusuke (1986)
Yusuke Kondo (sinh ngày 19 tháng 8 năm 1986) là một cầu thủ bóng đá người Nhật Bản.

## Sự nghiệp câu lạc bộ
Yusuke Kondo đã từng chơi cho Thespa Kusatsu.